# Sport à Rennes

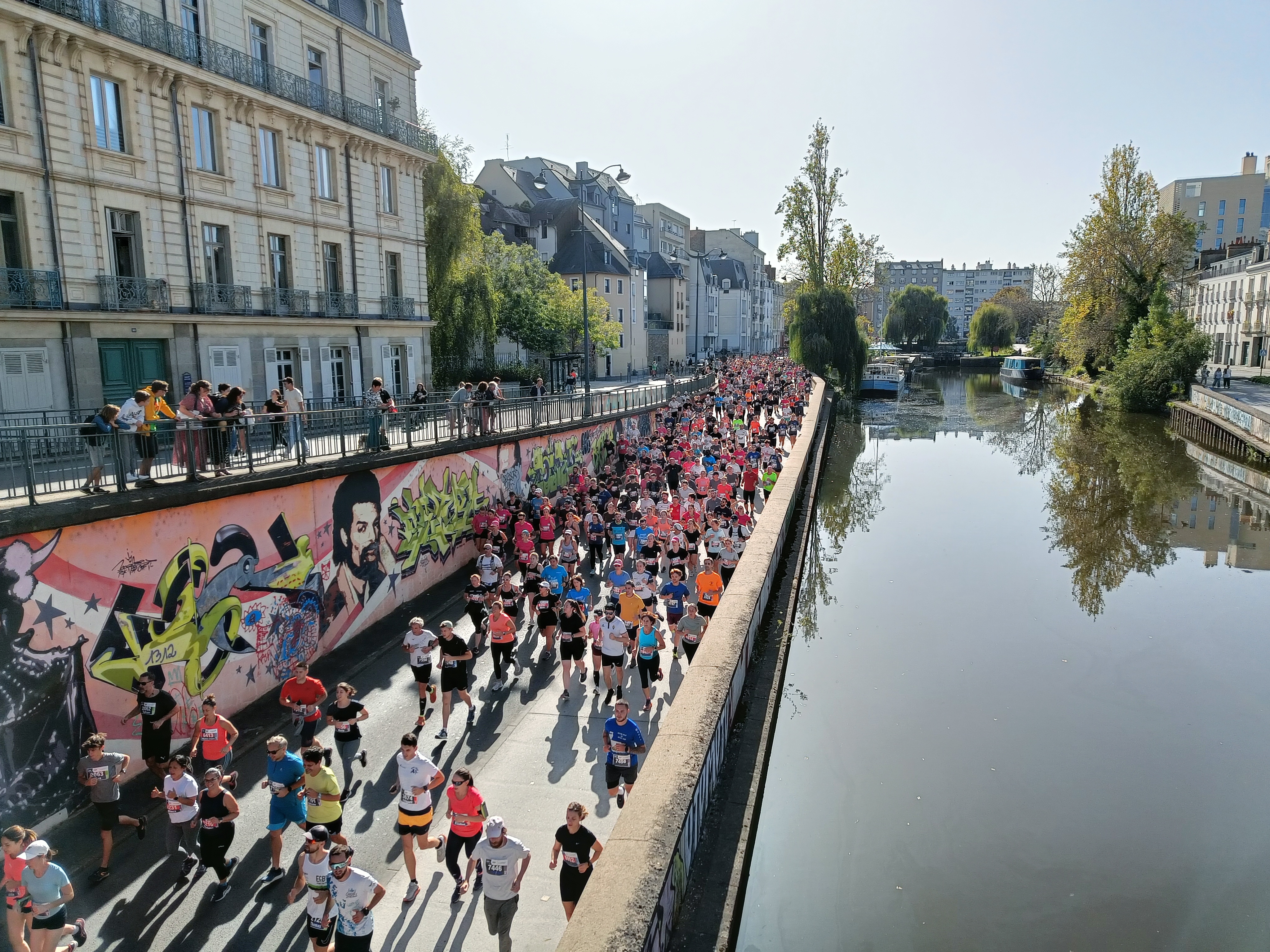
Peloton du 10km du Tout Rennes Court 2023

Le sport à Rennes au niveau professionnel est représenté par les clubs de football du Stade rennais, de volley-ball du Rennes Volley 35, du handball avec le Cesson Rennes Métropole Handball et du tennis de Table avec le Thorigné-Fouillard TT qui évoluent en première division nationale de leur discipline respective. D'autres disciplines sont représentées à haut-niveau à Rennes, notamment en basketball, sports de raquettes ou encore le cyclisme. 
De nombreux clubs omnisports permettent de pratiquer des activités sportives en compétition amateur comme en loisir. On peut citer le Cercle Paul Bert ou la Tour d'Auvergne de Rennes. 
En 1917, les délégués des clubs sportifs rennais se réunissent pour revendiquer la construction d'un terrain d'éducation physique auprès de la municipalité. Bien qu'évoquant "toute la jeunesse rennaise" et les bénéfices de la pratique sportive pour "l'amélioration de la race", l'argumentaire se déploie autour de la nécessité d'une formation physique "prérégimentaire" excluant, de fait, les jeunes femmes. 
Ordre du jour de la délégation des sociétés sportives rennaises, 1917.
Rennes a été désignée en 1982 « Ville la plus sportive de France » de plus de 10 000 habitants. 

## Manifestations sportives

### Rennes sur roulettes
Rennes sur roulettes est un événement international de Roller organisé conjointement par l’association du Cercle Paul Bert Rennes et la ville de Rennes depuis 1982. Plusieurs milliers de patineurs y participent devant un public de plus de 30 000 personnes.

### Open de Rennes
L'Open de Rennes est un tournoi international de tennis masculin, créé en 2006.

### Cyclisme
Le Grand Prix de Rennes se déroulait chaque année au mois d'avril, la dernière édition eut lieu en 2008. Rennes a aussi été bon nombre de fois empruntée sur les routes du Tour de France; la première fois en 1905, les trois dernières fois étant en 1994, 2006 et 2015. C'était la ville du grand départ en 1964.

## Clubs sportifs de la ville

### Clubs professionnels

#### Stade rennais football club
Le club du Stade Rennais a vu le jour en 1901 et a été présent dès la première édition du Championnat de France professionnel en 1932. Il a notamment remporté trois Coupes de France en 1965, 1971, et 2019 et été finaliste en 1922, 1935, 2009 et 2014. Le Stade Rennais est actuellement en L1.
Le Roazhon Park (anciennement Stade de la route de Lorient), situé route de Lorient, est l'enceinte où le Stade rennais joue. Il appartient à la municipalité de Rennes et a été rénové progressivement entre 1999 et 2004.

#### Rennes Volley 35
Anciennement connu sous le nom Rennes Étudiants Club (REC), c'est l'équipe de volley la plus importante de l'Ouest et évolue en Pro A en 2017. Le club se cantonne au milieu de classement, assez loin de jouer à chaque fois les premiers rôles.
Le RV35 évoluait auparavant dans la salle omnisports de Courtemanche mais a déménagé dans la toute nouvelle enceinte de Bréquigny dont la capacité a été doublée passant à 2 142 places assises, dans la salle Colette Besson.

#### L'Union Rennes Basket
Ce club de basket rennais a vu le jour en 2009 à la suite d'une entente entre le Rennes Pôle Association et l'Avenir de Rennes.  Le but étant de promouvoir le basketball professionnel à Rennes[réf. nécessaire]. 
En 2011-2012, l'équipe rennaise accède une première fois au 3e meilleur championnat français (Nationale 1) puis une 2e fois en 2016-2017. Ils sont actuellement en Nationale 2. S'ils évoluaient dans la salle des Deux Rives à leurs débuts, ils jouent aujourd'hui dans la même enceinte que le RV35 : la salle Colette Besson. L'équipe réserve du RPA évolue en Nationale 3.

#### AS Patton
Fondé en 1975 par Jean-Marc Raynard et aujourd'hui fermé (le site a été revendu à une société immobilière), l'AS Patton-Rennes est devenu l'un des clubs français de Tennis les plus importants, remportant dix titres de Champion de France et neuf titres de Champion d'Europe.
Dans les années 1990 et début des années 2000, le club comptait dans ses rangs Stéphane Simian, Rodolphe Gilbert, Stéphane Grenier, Olivier Delaitre, Fabrice Santoro, Marc Gicquel, Cyril Saulnier, le Belge Kristof Vliegen, l'Allemand Philipp Kohlschreiber, les Italiens Daniele Bracciali et Stefano Galvani sans oublier le Tchèque Lukáš Dlouhý. Le club a été contraint de se retirer pour difficultés financières.
Les femmes elles ont été vice-championnes de France en 2005 et 2007, avec dans leur rang l'Allemande Martina Müller, la Croate Jelena Kostanić, l'Israélienne Anna Smashnova, l'Autrichienne Yvonne Meusburger et la Néerlandaise Seda Noorlander.
Le club disposait de sept terrains couverts (2 terres battues, 1 moquette et 4 Greenset) et de cinq courts extérieurs (2 Greenset et 3 terres battues).

#### Avenir de Rennes
Le club de basket-ball féminin évolue actuellement en Deuxième division. L'équipe a déjà évoluée plusieurs saisons au plus haut niveau[réf. nécessaire]. Elle jouait ses matchs dans la salle de la rue Papu avant de déménager vers la toute nouvelle salle située à Bréquigny au sud de Rennes.

#### Stade rennais rugby
Le club de rugby à XV féminin fondé en 1999 et vice-champion de France en 2006 et 2011. Il y a trois équipes : l'équipe une engagée en Top 8, l'équipe Réserve en Fédérale à XV et l'équipe U18 engagée en championnat de France de rugby à VII et à XV.

#### Saint Grégoire Rennes Métropole Handball – SG RMH
L'équipe féminine du  SG RMH dispute le Championnat de France de handball féminin de Division 2 en 2017 pour la 2e année consécutive. Le SG RMH est né en 2006/2007 de la fusion de l'US Acigné HB et du Rennes Métropole Handball. L'équipe réserve évolue en Nationale 3. 
Les matchs se jouent à Saint-Grégoire, à la salle de la Ricoquais qui peut recevoir jusqu'à 900 supporters.

### Clubs amateurs

#### REC Rugby
Le REC Rugby est un club de rugby à XV évoluant en Fédérale 1 à partir de 2018.

#### Tour d'Auvergne de Rennes
Société des Régates rennaises Elle voit le jour en 1867, et installe son petit garage en planches à la confluence de l’Ille et de la Vilaine, encore dans leurs cours naturels, au bout de la promenade du Mail. La pratique féminine de l'aviron commence à se répandre à partir des années 1920.

#### Cercle Paul Bert
À Rennes, le Cercle Paul Bert (CPB) fait figure de précurseur dans la pratique du sport féminin. C’est là que s’ouvre le premier groupe de gymnastique féminin en 1913, tandis que la première section féminine du patronage de la Tour d'Auvergne (TA) date de 1932. 
Bulletin mensuel du Cercle Paul Bert, 1er décembre 1927. Archives de Rennes, 55 W 32.

##### Cercle Paul Bert Bréquigny Rennes
Le CPB Bréquigny Rennes est un club de football basé dans le quartier Bréquigny à Rennes. Le club est créé en 1987. Il comporte une section féminine et une section masculine. L'équipe féminine dispute le championnat de Division 2 2010-2011, soit le deuxième niveau national.

##### Cercle Paul Bert Rennes Handball
Club de handball crée dans le début des années 1960, évoluant au gymnase Charles Géniaux situé dans le quartier Bourg-l'Évesque - la Touche - Moulin du Comte. L'équipe première est actuellement en Nationale 1 (D3) et les -18 ans en championnat de France de jeune -18 ans. Le club comporte une section féminine et une section masculine.

#### Dojo Rennais
Club d'Arts Martiaux (Judo, Jujitsu, Aïkido, Ninjutsu, Laijutsu, Systema, Hapkido, Tai chi chuan) et de bien-être (Yoga, Pilates, Qi Gong, Fitness) crée en 1982.

#### Rennes Floorball Club
Créé en 2010, le club de floorball de Rennes est engagé en division 2 Nationale du championnat de France de floorball. Le Rennes Floorball Club s’entraîne au complexe Albert De Mun. Le club compte également une section jeune (6-15 ans) évoluant en championnat Jeune de l'Ouest. En 2023, Le Rennes Floorball Club remporte le Championnat de France Division 3. 

#### Redwings de Rennes
Le club de baseball et de softball a été créé en 1987, évoluant en Deuxième division.
L'équipe évolue au stade Bellangerais.

#### Kin-ball Association Rennes
Le club de kin-ball évolue en Championnat de France de kin-ball. Il est champion de France masculin 2010-2011 et a terminé second en 2006-2007 chez les hommes et en 2008-2009 et 2009-2010 chez les filles.

#### Rennes Cormorans Hockey Club
En hockey sur glace, les Cormorans de Rennes évoluent en Division 3 dans le groupe B (Nord-Ouest).

#### Ankou de Rennes
Club de football américain fondé en 2003, ce club a notamment été champion régional de la Ligue de football américain de Bretagne – Pays-de-Loire en 2007.

### Rennes Ar Gwazi Gouez
Club de football gaélique fondé en 1998, il dispose aujourd'hui de trois équipes masculines et d'une équipe féminine et met en place une section jeunes pour 2021-2022. Les entrainements de ce sport irlandais alliant football, rugby et handball se déroulent sur les terrains de Beauregard les lundis et mercredis. Les équipes participent au championnat de Bretagne, au championnat de France ainsi qu'à des tournois européens ayant lieu sur des week-ends (comme l'euroligue).

## Disciplines présentes en club
- Haut – A
- B
- C
- D
- E
- F
- G
- H
- I
- J
- K
- L
- M
- N
- O
- P
- Q
- R
- S
- T
- U
- V
- W
- X
- Y
- Z

 (janvier 2013).
Si vous disposez d'ouvrages ou d'articles de référence ou si vous connaissez des sites web de qualité traitant du thème abordé ici, merci de compléter l'article en donnant les références utiles à sa vérifiabilité et en les liant à la section « Notes et références ».

### A
- Aérobic
- Aérofac
- Aérogym
- Aïkido
- Aïkiryu
- Aïkiryu Taïso
- Alpinisme - Dans les Pyrénées et les Alpes.
- Aquagym
- Arnis
- Athlétisme - Haute Bretagne Athlétisme et le Stade rennais Athlétisme

### B
- Badminton
- Ba Gua Zhang
- Baseball/softball
- Basket-ball
- Billard
- Blackball
- Boule bretonne
- Boule lyonnaise
- Bowling
- Boxe anglaise
- Boxe chinoise
- Boxe française
- Boxe thaïlandaise

### C
- Canoë-kayak
- Canyoning
- Cardio-training
- Chuong Quan Khi Dao
- Combat Complet
- Course à pied
- Course d'orientation
- Culture physique
- Cyclisme
- Cyclotourisme

### E
- Échec
- Équitation
- Escalade
- Escrime

### F
- F.A.C. (Fesses - Abdos - Cuisses)
- Fitness
- Floorball
- Football
- Football américain/Flag - Ankou de Rennes Football Américain et Flag
- Football gaélique
- Force athlétique
- Full-contact/Semi-contact
- Futsal

### G
- Golf
- Gym
- Gym acrobatique
- Gym défense
- Gym douce
- Gym tonic
- Gymnastique artistique
- Gymnastique entretien
- Gymnastique loisir
- Gymnastique rythmique
- Gymnastique volontaire

### H
- Haltérophilie
- Handball - Cercle Paul Bert Rennes
- Handisport
- Hapkido - Association Rennaise de Hapkido Coréen - Kum Moo Kwan
- Hockey subaquatique
- Hockey sur gazon

### I
- Iaïdo
- Inayan Eskrima

### J
- Jodo
- Judo
- Jujitsu
- Jujitsu Brésilien

### K
- Karaté
- Karaté Kyokushin
- Karting
- Kendo
- Ki Aïkido
- Kin-ball - Kin-ball Association Rennes
- Kobudo
- Koroho
- Krav Maga
- Kung Fu
- Kung Fu Wing Chun
- Kung Fu WuShu
- Kyudo

### L
- Low Impact Aerobic
- Lutte bretonne

### M
- Marche athlétique
- Motocyclisme
- Multisports
- Musculation

### N
- Nage avec palmes
- Natation
- Natation synchronisée
- Nunchaku

### P
- Parachutisme
- Patinage artistique
- Patinage synchronisé
- Pêche en mer - Caserne Foch d’Auvergne
- Pêche sous-marine - Piscine de Bréquigny
- Pentathlon moderne
- Pétanque
- Planche à voile - Les Étangs d’Apigné - Rennes, Base Nautique - Saint Suliac
- Plongeon

### Q
- Qi Gong
- Qwan Ki Do

### R
- Randonnée pédestre
- Relaxation dorsale
- Renforcement musculaire
- Ringuette
- Rink Hockey
- Roller derby
- Roller
- Rugby à XV

### S
- Sauvetage sportif
- Self défense
- Shiatsu
- Ski - Dans les Pyrénées et les Alpes.
- Ski alpinisme - Dans les Pyrénées et les Alpes.
- Ski de randonnée - Dans les Pyrénées et les Alpes.
- Spéléologie
- Sports acrobatiques
- Squash
- Step
- Stretching
- Systema

### T
- Taekwondo
- Taï Chi Chuan
- Taïso
- Tennis
- Tennis de table
- Tir
- Tir à l'arc
- Tir sur cible subaquatique
- Trampoline
- Triathlon
- Tumbling
- Twirling

### U
- ULM

### V
- VTT
- Viet Vo Dao
- Võ-Viêtnam
- Voile - Centre Nautique du Port Blanc
- Vol à voile
- Vol libre
- Vol moteur
- Volley-ball
- voltige aérienne

### W
- Water-polo

## Équipements sportifs
Le principal équipement est le Roazhon Park. Le stade d'une capacité de 31 120 spectateurs est l'enceinte du Stade rennais. Même s'il n'y a que lui qui y joue, le club n'en est pas le propriétaire, c'est en effet la propriété de la ville de Rennes, qui le loue pour un montant de 880 000 € hors taxes par an en 2022 (centre d'entraînement de la Piverdière compris). Quelques évènements non-sportifs y ont parfois lieu, comme la Nuit celtique en 2008 ou des courses à pied comme la Roahzon Run.
On trouve aussi :
- Le Vélodrome de Rennes (Stade du Commandant Bougouin)
- Le Liberté (5 500 places). Elle sert à la fois de salle omnisports et de salle culturelle.
- Salle omnisports de Courtemanche (1 200 places)
- Salle Colette-Besson, salle omnisports Colette de 2 120 places
- Dojo Régional à Bréquigny.
- Piscines :
  - Bréquigny ;
  - Villejean ;
  - Gayeulles ;
  - Saint-Georges.
- Patinoire Le Blizz, 2 700 m2 de surface glissante
- Stade de la Bellangerais
- Stade de Villejean
- Stade Rapatel (scolaire et ludique)
- Stade Courtemanche

## Sportifs rennais
- Edwige Lawson-Wade, joueuse de basket-ball
- Cathy Melain, joueuse de basket-ball
- Clarisse Agbegnenou, judokate